# Сухор (Костел)
Сухор (словен. Suhor) — поселення в общині Костел, регіон Південно-Східна Словенія, Словенія. Висота над рівнем моря: 460,2 м.